# ウォー!コント55号
『ウォー!コント55号』（ウォー コントごじゅうごごう）は、1969年7月2日から同年12月24日までNET系列局で放送されていたNETテレビ（現・テレビ朝日）製作のコメディ番組である。カラー放送。放送時間は毎週水曜 19:30 - 20:00 （日本標準時）。

## 概要
NETテレビでは初となるコント55号の公開番組で、萩本欽一が殿様、坂上二郎が家老に扮して出演していた。番組は、各界からさまざまなゲストを招いて行われていた。これ以後もNETテレビは、1971年9月29日終了の『コント55号笑ってたまるか』までコント55号の冠番組を放送し続けた。

## 出演者
- 殿様：萩本欽一（コント55号）
- 家老：坂上二郎（コント55号）
- 若殿：水森亜土
- 側用人A：桂米丸
- 側用人B：五代目春風亭柳朝
- 側用人C：三笑亭夢楽
- 学者：横山ノック
- 絵師：赤塚不二夫
- ほか